# Coalición Democrática
Coalición Democrática (CD) fue una coalición electoral española formada en diciembre de 1978 para concurrir a las elecciones generales de marzo de 1979, tras la aprobación de la Constitución en referéndum el 6 de diciembre de 1978.

## Historia
En un primer momento la coalición —luego de su fundación el 16 de diciembre de 1978— adoptó el nombre de Confederación Democrática Española o Confederación Demócrata Progresista, cambiando su nombre a Coalición Democrática el 9 de enero de 1979.
Alfonso Osorio y José María de Areilza habían sido ministros en los gobiernos de la Unión de Centro Democrático, de los que habían salido en distintos momentos por discrepancias con el presidente Adolfo Suárez. El candidato a la presidencia del gobierno era Manuel Fraga.
Obtuvo 9 escaños en el Congreso, casi la mitad de los que su predecesora, Alianza Popular, había obtenido en 1977. Ante los pésimos resultados, Fraga presentó su dimisión como líder de la coalición y prosiguió en solitario al frente de Alianza Popular.
Para el caso de las elecciones municipales de 1979, Coalición Democrática retiró en marzo de ese año sus listas de candidatos por Madrid, Avilés, Córdoba, Bilbao y otras localidades.
El grupo parlamentario de Coalición Democrática continuó como tal hasta la realización de las elecciones generales de 1982. En ese año, Alianza Popular formó con otros partidos una amplia coalición que posteriormente sería denominada como Coalición Popular.

## Composición
La coalición agrupaba en el momento de las elecciones de 1979 a diversos partidos de centro derecha:
- Alianza Popular, de Manuel Fraga.
- Acción Ciudadana Liberal, de José María de Areilza
- Partido Demócrata Progresista, de Alfonso Osorio.
- Renovación Española.
- Partido Popular de Cataluña, de Luis Montal.
- Cambio Ecologista y Social.
- Acción por Ceuta.
- Asociación de Demócratas Independientes Vascos.
- Confederación de Partidos Conservadores.[5]
- Centro Popular.